# Carl Friedrich Schmidt (Generalleutnant)
Carl Friedrich Schmidt (* 13. Mai 1792 in Berlin; † 28. Dezember 1874 ebenda) war ein preußischer Generalleutnant und Direktor der Kriegsakademie.

## Leben

### Herkunft
Er war der Sohn des preußischen Feldwebels Friedrich Schmidt und dessen Ehefrau Friederike, geborene Dames.

### Militärkarriere
Schmidt trat zu Beginn der Befreiungskriege gegen Napoleon am 1. April 1813 als Freiwilliger in die Preußische Armee ein und wurde als Jäger im Leib-Infanterie-Regiment Nr. 8 angestellt. Er nahm an den Belagerungen von Maubeuge, Landrecies, Rocroi und Givet sowie den Schlachten bei Möckern, an der Katzbach und bei Leipzig teil. Zwischenzeitlich zum Sekondeleutnant befördert und in das 2. Reserve-Infanterie-Regiment versetzt, erhielt Schmidt für seine Leistungen in der Schlacht bei Waterloo das Eiserne Kreuz II. Klasse. Nach dem Friedensschluss verblieb er bis 1818 in Frankreich beim mobilen Armee-Korps und war zur Landesaufnahme kommandiert.
Daran schlossen sich ab 6. April 1819 weitere Kommandierungen an. Zunächst zum 2. Departement des Kriegsministeriums, dann zum Topographischen Büro sowie zum Großen Generalstab. Am 30. März 1823 wurde Schmidt nach Münster in den Generalstab des VII. Armee-Korps versetzt. Zwischenzeitlich bis zum Major befördert, folgte am 30. März 1838 seine Versetzung in den Großen Generalstab, wo man Schmidt am 4. April 1844 zum Chef des Kriegstheaters ernannt. In dieser Stellung am 31. März 1846 zum Oberstleutnant befördert, schloss sich ab 11. April 1848 eine Verwendung als Chef des Generalstabes des VII. Armee-Korps an. Als Oberst wurde Schmidt am 22. Dezember 1849 erneut in den Großen Generalstab versetzt und fungierte bis zum 19. November 1851 als Abteilungsvorstand. Anschließend wurde er zum Direktor der Obermilitär-Examinationskommission ernannt und am 22. März 1853 zum Generalmajor befördert.
Am 18. September 1856 ernannte man Schmidt schließlich zum Direktor der Allgemeinen Kriegsschule, die während seiner Dienstzeit 1859 in Kriegsakademie umbenannt wurde. Seit 25. Juni 1857 war er zugleich auch Mitglied der Studienkommission für die Divisionsschule. Am 12. Januar 1858 hatte er den Charakter als Generalleutnant erhalten und am 22. Mai 1858 wurde ihm das Patent dazu verliehen. Für die Dauer der Mobilmachung anlässlich des Sardischen Krieges war Schmidt im Juli 1859 stellvertretender Kommandierender General des VII. Armee-Korps. König Friedrich Wilhelm IV. verlieh Schmidt in Anerkennung seiner langjährigen Verdienste am 3. Oktober 1859 den Stern zum Roten Adlerorden II. Klasse mit Eichenlaub.
Schmidt erhielt am 1. Juli 1860 seinen Abschied mit der gesetzlichen Pension, war aber vom 14. Dezember 1860 bis 23. September 1861 weiterhin Mitglied der Studienkommission für die Kriegsschulen.
Er wurde nach seinem Tod auf dem Matthäikirchhof bestattet.

### Familie
Schmidt hatte sich am 3. April 1848 in der Berliner Garnisonkirche mit Wilhelmine Pauline Auguste Schmale (1818–1907) verheiratet. Sie war die Tochter des Salzkassenkontrolleurs Johann Heinrich Schmale. Die Ehe blieb kinderlos.